# EZFlar
EZFlar é uma biblioteca opensource, em actionscript 3, usada oficialmente pelo jornal "O Estado de S. Paulo" para criar realidade aumentada, associando assim a tecnologia à produção de conteúdo jornalistico.
Criado por Eduardo Malpeli (Tcha-Tcho), Daniel Roda e Alex Freitas, o site e o código ganharam notoriedade por ser o primeiro gerador online de realidade aumentada - fato que despertou a atenção de publicações como a Wired britânica. Foi criado tendo como base as famosas FLARManager, FLARToolkit e Papervision3D.

## Etimologia
O nome "EZFlar" é a união dos termos "Flash Augmented Reality" e "easy", do inglês representa "fácil".